# Roman Ječmínek mladší
Roman Ječmínek (* 12. května 1967 Praha) je bývalý československý a český sportovní šermíř, který se specializoval na šerm kordem. Syn Jakub Ječmínek je českým reprezentantem v judu. Československo reprezentoval v osmdesátých a devadesátých letech. Na olympijských hrách startoval v roce 1992 v soutěži jednotlivců a družstev a v roce 1996 v soutěži jednotlivců. V roce 1991 vybojoval s českým družstvem kordistů třetí místo na mistrovství Evropy.